# Gisborne
Gisborne (in maori Tūranga-nui-a-Kiwa) è una località della Nuova Zelanda, capoluogo dell'omonima regione e autorità unitaria.
Fino al 1870, quando fu intitolato al segretario coloniale neozelandese William Gisborne, l'insediamento era noto con il nome māori Tūranga.

## Geografia
Posta all'estremità settentrionale della Baia della Povertà, sulla costa orientale dell'Isola del Nord, Gisborne è soprannominata "la città dei fiumi" poiché sorge alla confluenza dei fiumi Waimata, Taruheru e Turanganui. 

## Storia
La spiaggia di Kaiti, a est del centro abitato, è il luogo del primo sbarco di James Cook in Nuova Zelanda. In questo sito, inserito nel 1990 tra le riserve nazionali della Nuova Zelanda, è stato eretto nel 1906 un monumento commemorativo intitolato a Nicholas Young, il mozzo della Endeavour che il 6 ottobre 1769 avvistò per primo la costa.

## Musei
Poco fuori dall'insediamento, sul colle Kaita, sorge la Poho-o-Rawiri, la più grande Casa della Riunione māori dell'intero Paese. La costruzione è caratterizzata da architravi e pannelli intagliati e dipinti con motivi ornamentali ispirati alla natura. Nel museo locale è inoltre conservata una raccolta di reperti storici, compresi illustrazioni di possedimenti māori della regione.